# نهائي كأس ملك إسبانيا 1987
نهائي كأس إسبانيا 1988  لعبت المباراة النهائية في ملعب سانتياغو برنابيو في مدريد ، في 27 يونيو 1987، وفاز بها ريال سوسيداد بعد تغلبه على أتلتيكو مدريد بركلات الترجيح.